# Frontalchromatographie
Die reaktive Frontalchromatographie (englisch Reactive frontal chromatography; RFC) ist ein Verfahren, das zur Bestimmung der Oberfläche bestimmter, katalytisch wirksamer Metalle verwendet wird.

## Funktionsweise der Lachgas-Frontalchromatographie
Um die katalytisch aktive Kupferoberfläche in Katalysatoren, beispielsweise für die Methanolsynthese, zu bestimmen, kann die Frontalchromatographie mit Lachgas verwendet werden. Dabei wird ein definierter Lachgasstrom über den reduzierten Katalysator geleitet. Das Lachgas wird an der Kupferoberfläche adsorbiert und gespalten. Der Stickstoff wird wieder desorbiert, während der Sauerstoff mit dem Kupfer reagiert und auf der Oberfläche zurückbleibt.
{\displaystyle \mathrm {N_{2}O+2\ Cu\longrightarrow N_{2}+Cu_{2}O} }
Die entstandene Stickstoffmenge wird, beispielsweise mit einem Massenspektrometer, gemessen. Diese ist proportional zur Kupferoberfläche. Unter der Annahme, dass sich pro Quadratmeter 1,46 · 1019 Kupferatome befinden, lässt sich damit die aktive Kupferoberfläche bestimmen.